# Lista de personagens de The Vampire Diaries (série de televisão)
Esta lista apresenta os personagens fictícios da série de televisão americana The Vampire Diaries, criada por Kevin Williamson e Julie Plec, baseada na série de livros de mesmo nome da autora L. J. Smith. Sua transmissão original ocorreu entre 10 de setembro de 2009 à 17 de março de 2017, na emissora The CW.
O elenco principal da série ao longo de oito temporadas foi constituído pelos atores Nina Dobrev, Paul Wesley, Ian Somerhalder, Steven R. McQueen, Sara Canning, Kat Graham, Candice King, Zach Roerig, Kayla Ewell, Michael Trevino, Matthew Davis, Joseph Morgan e Michael Malarkey.

## Personagens principais
= Principal
     = Recorrente (4+ episódios)
     = Participação (1-3 episódios)
| Atores            | Personagens              | Temporadas | Temporadas | Temporadas | Temporadas | Temporadas | Temporadas | Temporadas | Temporadas | Total de aparições |
| Atores            | Personagens              | 1.ª        | 2.ª        | 3.ª        | 4.ª        | 5.ª        | 6.ª        | 7.ª        | 8.ª        | Total de aparições |
| ----------------- | ------------------------ | ---------- | ---------- | ---------- | ---------- | ---------- | ---------- | ---------- | ---------- | ------------------ |
| Nina Dobrev       | Elena Gilbert            | 22         | 22         | 22         | 23         | 18         | 22         | 1          | 1          | 131                |
| Nina Dobrev       | Katherine Pierce         | 4          | 18         | 5          | 8          | 15         | -          | -          | 1          | 51                 |
| Paul Wesley       | Stefan Salvatore         | 22         | 22         | 22         | 23         | 22         | 22         | 22         | 16         | 171                |
| Paul Wesley       | Silas                    | -          | -          | -          | 2          | 8          | -          | -          | -          | 10                 |
| Ian Somerhalder   | Damon Salvatore          | 22         | 22         | 22         | 23         | 22         | 22         | 22         | 16         | 171                |
| Candice King      | Caroline Forbes          | 17         | 20         | 19         | 18         | 19         | 19         | 19         | 16         | 147                |
| Kat Graham        | Bonnie Bennett           | 16         | 17         | 17         | 18         | 17         | 17         | 19         | 14         | 135                |
| Zach Roerig       | Matt Donovan             | 17         | 15         | 15         | 17         | 18         | 17         | 16         | 12         | 127                |
| Steven R. McQueen | Jeremy Gilbert           | 21         | 17         | 14         | 17         | 17         | 12         | -          | 1          | 99                 |
| Matthew Davis     | Alaric J. "Ric" Saltzman | 12         | 17         | 18         | 3          | 2          | 17         | 18         | 12         | 99                 |
| Michael Trevino   | Tyler Lockwood           | 11         | 15         | 15         | 13         | 14         | 15         | 4          | 5          | 92                 |
| Sara Canning      | Jenna Sommers            | 16         | 15         | 1          | -          | 1          | -          | -          | 1          | 34                 |
| Joseph Morgan     | Klaus Mikaelson          | -          | 4          | 18         | 19         | 1          | -          | 1          | -          | 43                 |
| Michael Malarkey  | Lorenzo "Enzo" St. John  | -          | -          | -          | -          | 12         | 17         | 17         | 13         | 59                 |
| Kayla Ewell       | Vicki Donovan            | 7          | 1          | 4          | -          | 2          | -          | -          | 3          | 17                 |

| Nina Dobrev (Elena Gilbert & Katherine Pierce) | Paul Wesley (Stefan Salvatore & Silas) | Ian Somerhalder (Damon Salvatore) | Steven R. McQueen (Jeremy Gilbert) | Kat Graham (Bonnie Bennett) | Candice King (Caroline Forbes) |

| Sara Canning (Jenna Sommers) | Matthew Davis (Alaric Saltzman) | Zach Roerig (Matt Donovan) | Kayla Ewell (Vicki Donovan) | Michael Trevino (Tyler Lockwood) | Joseph Morgan (Klaus Mikaelson) |

Michael Malarkey
(Enzo St. John)

### Vampiros
| Personagem | Ator/Atriz       | Temporadas      | Episódios presentes |
| --- | ---------------- | --------------- | ------------------- |
| Elena Gilbert | Nina Dobrev      | 1,2,3,4,5,6,7,8 | 130                 |
| Elena é uma jovem órfã, melhor amiga de Bonnie e Caroline que se apaixona pelo vampiro chamado Stefan Salvatore, e mais tarde, por seu irmão, Damon, criando um triângulo amoroso. Quando Stefan bloqueia sua humanidade após ser chantageado por Klaus, Damon tem a oportunidade de se aproximar de Elena. Isso resulta em ela ser ainda mais atraída para o mundo sobrenatural e resulta em sua luta para sobreviver a eventos sobrenaturais na cidade. No final da 3ª temporada, Elena se transforma em vampira, mas ao desenrolar da série ela se torna humana novamente graças a cura do vampirismo. No final da 6ª temporada, a vida de Elena foi ligada à de Bonnie de tal forma que, enquanto Bonnie estiver viva, Elena permanecerá dormindo. Damon colocou Elena em um caixão e a escondeu em um depósito no Brooklyn pelos próximos 60 anos ou mais, enquanto esperava que ela acordasse. No final da série, a maldição de Elena é quebrada, ela se reúne com Damon e eles vivem uma vida longa e feliz junto com ela se tornando uma médica. |                  |                 |                     |
| Katherine Pierce | Nina Dobrev      | 1,2,3,4,5,8     | 51                  |
| Katherine Pierce, nascida Katerina Petrova, fazia parte de uma família de viajantes do século XV. Ela é búlgara e foi banida para a Inglaterra após ter um filho ilegítimo fora do casamento. Ao conhecer Klaus e Elijah, dois dos vampiros originais, ela é cortejada por Klaus, mas como ele passa muito tempo longe, ela e Elijah passam a se conhecer e se apaixonar. Nesses dois anos com os Mikaelsons, ela descobre que é uma doppelgänger de Petrova - o que significa que ela pode ser sacrificada para libertar o lado lobisomem de Klaus. Ela enganou outros vampiros para transformá-la, tornando-a inútil para Klaus. Ele queria vingança, então foi para a casa da família dela e matou todos que ela amava e deixou seus cadáveres para ela encontrar espalhados pela propriedade. Katherine então passou 500 anos correndo e se escondendo para escapar de sua ira. Ela chega em Mystic Falls 3m 1864, onde Stefan e Damon Salvatore se apaixonam por ela e também por eles. Ela escapa da queima de vampiros na cidade, e dá aos irmãos seu sangue para que, se eles fossem mortos, eles não tivessem que morrer, ambos os irmãos se transformavam em vampiros após serem baleados por seu pai após tentar resgatar Katherine de ser queimada, embora ela tinha seu próprio plano e isso quase o arruinou. Damon passa 145 anos tentando libertar Katherine de uma tumba, embora ela não esteja lá quando ele a abre. No último episódio da primeira temporada, Katherine retorna a Mystic Falls disfarçada de Elena, então ela beija Damon, consegue entrar na casa de Elena e corta os dedos de John Gilbert para remover seu anel mágico ressuscitador, e começa a esfaqueá-lo no estômago. Seu principal motivo para voltar é que ela nunca deixou de amar Stefan, um sentimento recíproco que Stefan às vezes decide esconder. |                  |                 |                     |
| Stefan Salvatore | Paul Wesley      | 1,2,3,4,5,6,7,8 | 171                 |
| Stefan Salvatore é um vampiro de bom coração e afetuoso e o completo oposto de seu irmão mais velho, Damon Salvatore. Mais tarde na série, Stefan volta aos seus velhos hábitos como um Estripador para salvar Damon de uma mordida de lobisomem. Seu papel se torna mais antagônico, depois de ser forçado a desligar sua humanidade. Eventualmente, ele retorna a ser menos perigoso e se reconcilia com Elena, mas o relacionamento não dura muito. Ele se torna humano novamente e se casa com Caroline Forbes na 8ª temporada, sendo morto posteriormente no final da série, quando decide se matar para ter certeza de que Katherine Pierce não viveria para voltar a Mystic Falls. |                  |                 |                     |
| Damon Salvatore | Ian Somerhalder  | 1,2,3,4,5,6,7,8 | 171                 |
| Damon é o irmão vampiro malévolo de Stefan. Ele é geralmente considerado egoísta e manipulador, mas mais tarde começa a mostrar um lado mais carinhoso. Embora seu amor por Elena seja inicialmente unilateral, ela começa a desenvolver sentimentos por ele enquanto trabalham juntos para salvar Stefan depois que ele cedeu ao seu lado do Estripador. Eles começam a namorar na 4ª temporada e continuam a namorar (com alguns rompimentos ao longo do caminho) até que Elena seja colocada em seu sono profundo no final da 6ª temporada. Eles se reencontram no final da série, quando Elena acorda do feitiço do sono quando Bonnie o desfez. Ao longo da série, Damon é capaz de reparar seu relacionamento com Stefan. E se torna o melhor amigo, parceiro, confidente muito íntimo e próximo de Bonnie Bennett. Também continua sendo amigo de Alaric. |                  |                 |                     |
| Caroline Forbes-Salvatore | Candice King     | 1,2,3,4,5,6,7,8 | 150                 |
| Caroline Forbes é melhor amiga de Bonnie e Elena, que era insegura e muitas vezes com ciúmes de Elena no início, mas depois de se tornar uma vampira na segunda temporada, ela se tornou mais atenciosa e simpática. Neurótica, mas adorável, Caroline tem sido o interesse amoroso de muitos personagens masculinos. Inicialmente serviu como pião de jogo para Damon na 1ª temporada, pela qual ela ainda o odeia, ela teve relacionamentos sérios com Matt, Tyler e Alaric, e foi por muito tempo alvo da adoração de Klaus. Através de mágia, Caroline gerou em seu ventre as gêmeas de Alaric e Jo, onde se apegou as meninas se tornando uma mãe atenciosa. No final da oitava temporada, Caroline se casa com Stefan Salvatore. |                  |                 |                     |
| Victoria "Vicki" Donovan | Kayla Ewell      | 1,2,3,5,8       | 19                  |
| Vicki Donovan (vagamente baseada em Vickie Bennett dos romances) é a irmã mais velha de Matt Donovan. Vicki era uma viciada em drogas problemática, cuidada por Matt pois sua mãe os havia deixado. No início da série, ela namorava Tyler Lockwood. Vicki e Jeremy Gilbert transaram algumas vezes, mas Vicki não queria que as pessoas descobrissem, já que Jeremy era mais jovem que ela. Mais tarde, reconhecendo que tinha sentimentos por Jeremy, Vicki termina com Tyler e começa um relacionamento com Jeremy. Mais tarde, ela foi transformada em vampira por Damon. Ela foi incapaz de controlar sua sede de sangue e quando ela atacou Jeremy, Stefan a matou. Stefan e Damon fazem parecer que Vicki deixou a cidade. Seu corpo é mais tarde encontrado por Caroline Forbes, devastando Matt e Jeremy. |                  |                 |                     |
| Niklaus "Klaus" Mikaelson | Joseph Morgan    | 2,3,4,5,7       | 49                  |
| Klaus é um dos 5 irmãos vampiros originais filhos de Esther (feiticeira) e Mikael (vampiro). Sua mãe e seu pai eram ricos proprietários de terras que viviam na Europa Oriental. A mãe dela traiu o marido, e Klaus era um produto desse caso. Mais tarde, o pai de Elijah perseguiu e matou o pai de Klaus (que era um lobisomem), dando início à guerra entre as duas espécies. Elijah fica com Klaus para ajudá-lo a encontrar um meio de quebrar a maldição "pelos últimos mil anos". Ele era um nobre no final do século XV na Inglaterra, onde conheceu Katerine Petrova. Elijah revela a Elena que Klaus criou o mito da maldição do Sol e da Lua para encontrar a pedra da lua e o Doppelgänger (duplicata) Petrova para quebrar a verdadeira maldição, que manteve o lobo adormecido ao seu lado e que seu verdadeiro objetivo é despertar aquele lado adormecido, a fim de criar uma raça mais forte do que vampiros e lobisomens. Na terceira temporada, ele percebe que o sangue de Elena é a chave para criar mais vampiros híbridos, então ele força Stefan a desligar sua parte humana e ficar observando Elena. Klaus também se apaixona por Caroline, no início ela o rejeita, mas na quinta temporada ela confessa sentir atração pelo coração negro do híbrido original em troca da promessa de deixar Mystic Falls, para sempre e nunca mais voltar. Ele aceita e eles têm uma grande aventura na floresta. |                  |                 |                     |
| Lorenzo "Enzo" St. John | Michael Malarkey | 5,6,7,8         | 59                  |
| Enzo é um vampiro que estava sob a prisão da sociedade Agostine. Ele era companheiro de cela de Damon Salvatore na década de 1950, quando este foi capturado pelos agostinianos. Ele e Damon reviveram sua amizade enquanto ele procurava por sua amante perdida, Maggie. No episódio "Man on Fire", Enzo desligou sua humanidade após descobrir a verdade sobre a morte de Maggie e mais tarde ele morre de propósito por Stefan, tendo seu coração partido. Ele foi ressuscitado por Bonnie no final da temporada, e mais tarde se tornou o interesse amoroso de Bonnie antes de ficar sob o controle do monstro do cofre no final da temporada 7. Ele é morto por Stefan sem humanidade e cuida de Bonnie na vida após a morte na 8ª temporada. |                  |                 |                     |

1. ↑  Nina Dobrev também interpreta Amara, uma duplicata milenar de Katherine Pierce, que aparece na quinta temporada. Amara é uma jovem que foi enfeitiçada como âncora para o Outro Lado, pela bruxa Tessa, em vingança a Silas.
2. ↑  Paul Wesley também interpreta Silas, uma duplicata milenar de Stefan Salvatore, que aparece na quinta temporada. Silas é um imortal de 2 mil anos que pretende usar a cura no sangue de Katherine para morrer, e se encontrar com sua amada Amara no Outro Lado.
3. ↑  Paul Wesley também interpreta Tom, uma segunda duplicata de Stefan Salvatore, que aparece na quinta temporada. Tom é um paramédico de Atlanta, que foi sequestrado por membros dos Viajantes.

### Bruxas
| Personagem | Ator/Atriz | Temporadas      | Episódios presentes |
| --- | ---------- | --------------- | ------------------- |
| Bonnie Bennett | Kat Graham | 1,2,3,4,5,6,7,8 | 140                 |
| Bonnie Bennett é a melhor amiga de Elena e Caroline, e é uma bruxa extremamente muito poderosa. Ela desenvolve e controla seus poderes com a ajuda de sua avó, Sheila ou "Vovó", outra bruxa da família. Ela é frequentemente capaz de usar sua magia para ajudar o grupo. Bonnie ressuscitou, protegeu e salvou milhões de vezes seus amigos e pessoas que ela ama. E embora ela inicialmente odeie vampiros, particularmente Damon, ela acaba gostando deles e se torna a melhor amiga de Damon depois de ficar presa em um mundo prisão com ele por quatro meses. Bonnie perdeu e recuperou sua habilidade de fazer mágica várias vezes ao longo da série. Ela teve breves relacionamentos como: o vampiro Ben McKittrick, do qual ela descobriu ser um vilão, também se envolveu com Jamie, o filho adotivo de sua mãe biológica Abby Bennett. Ela teve breves sentimentos pelo bruxo Luka Martin, Bonnie também passou as temporadas 2 a 5 em um relacionamento intermitente com o irmão de Elena, Jeremy. Ela é alvo da admiração e amor secreto de Malachai “Kai” Parker, o vilão principal da 6ª temporada e da 8ª temporada. Também era uma crush secreta de Nora Hildegard, uma das hereges, da qual, Bonnie se tornou amiga. Nora descrevia Bonnie como: bonita, inteligente e leal. E mais tarde Bonnie se envolveu com Enzo. Na 7ª temporada, Bonnie enfrenta o desafio de ter recebido a maldição dos caçadores de Rayna Cruz, o que coloca todos os seus amigos vampiros em risco. Na 8ª temporada, em um dos seus inúmeros feitos, Bonnie salva Mystic Falls do fogo do Inferno, ganha uma batalha psíquica contra o Cade, o maior psíquico do mundo. Cria um mundo prisão para o Kai e o aprisiona lá por muitos anos. Também consegue desfazer facilmente o feitiço poderoso que Kai Parker tinha colocado em Elena, e mais tarde é vista indo viajar pelo mundo e viver a sua vida por inteiro, como tinha prometido ao amor de sua vida, Enzo. |            |                 |                     |

### Lobisomens
| Personagem | Ator/Atriz      | Temporadas      | Episódios presentes |
| --- | --------------- | --------------- | ------------------- |
| Tyler Lockwood | Michael Trevino | 1,2,3,4,5,6,7,8 | 92                  |
| Tyler Lockwood é o ex-namorado de Vicki e rival de Jeremy. Ele é muito importante e reconhecido em Mystic Falls graças aos seus pais. Na segunda temporada, é descoberto que a família Lockwood carrega o gene do lobisomem em seu sangue, então pode-se presumir que essa maldição também está em Tyler. Caroline confessa que ela é uma vampira e ela sabe sobre a natureza de Tyler, então ambos mantêm seu segredo um do outro. Esse segredo leva os dois a sentir algo entre eles. Ele também descobre que Damon foi quem matou seu tio Mason, o que o faz ficar confuso e deixar Mystic Falls com Jules, mas quando sua mãe está em perigo, ele retorna para resgatá-la. Klaus o transforma em um híbrido e por ser seu senhor mestre, Tyler faz tudo o que ele manda. Ele faz amizade com Jeremy, mas o trai ao seguir as ordens de Niklaus. Ele reativa seu gene de lobisomem e deixa a cidade no final da 6ª temporada. Ele aparece em alguns episódios da 7ª temporada, protegendo o caixão de Elena. Ele é morto por um Damon possuído na 8ª temporada. |                 |                 |                     |

### Humanos
| Personagem | Ator/Atriz        | Temporadas      | Episódios presentes |
| --- | ----------------- | --------------- | ------------------- |
| Jeremy Gilbert | Steven R. McQueen | 1,2,3,4,5,6,8   | 100                 |
| Jeremy Gilbert é o irmão mais novo de Elena. No início da série, Jeremy fica emocionalmente abalado com a morte de seus pais e começa a usar drogas. Ele estava apaixonado por Vicki Donovan, outra usuária de drogas, causando uma rivalidade com seu namorado, Tyler Lockwood. Vicki depois termina com Tyler e começa um relacionamento com Jeremy. No entanto, Jeremy testemunha Stefan matar Vicki (depois que Damon a transformou em vampira). A pedido de Elena, Damon faz Jeremy esquecer isso, e Jeremy fica mais estável e para de usar drogas. Jeremy também se relaciona com uma vampira chamada Anna, que é morta por seu tio John Gilbert. Mais tarde, ele recebeu o anel de John, que o protege de uma morte causada por qualquer coisa sobrenatural. Jeremy ao longo da série chegou a se relacionar com Bonnie Bennett, ver espiritos de vampiros, se tornou um caçador de vampiro, foi morto por um imortal chamado Silas e ressucitado por Bonnie. Após a morte de Bonnie na sexta temporada, Jeremy recuperou suas habilidades de caçador e chegou à conclusão de que era hora de seguir em frente com sua vida e partiu para Santa Fé, no Novo México. |                   |                 |                     |
| Matt Donovan | Zach Roerig       | 1,2,3,4,5,6,7,8 | 127                 |
| Matt Donovan é irmão de Vicki Donovan, que já namorou Elena, mas foi facilmente substituído pela chegada de Stefan, além da deterioração de seu relacionamento ao longo dos meses após a morte dos pais de Elena. Ele não tem ideia de que Vicki está morta e entra em um relacionamento com Caroline. Na segunda temporada, seu relacionamento com Caroline é enfraquecido, pois ela não pode dizer a verdade sobre sua natureza, pois tem medo de machucá-lo. Ele gradualmente percebe que algo está acontecendo entre Tyler e Caroline. Pouco depois, ele descobre que Caroline é uma vampira e na tentativa de descobrir o que aconteceu com sua irmã, ele usa verbena para fazer Caroline acreditar que ele se esqueceu de tudo e assim contar a sua mãe. Ele comete suicídio para contatar Vicki, mas Bonnie o revive e ele pode ver fantasmas como Jeremy. Na sexta temporada ele se torna um policial. Na sétima temporada, ele decide ver a diferença entre os vampiros bons e os vampiros ruins e tenta matar os vampiros ruins erradicando-os de Mystic Falls. |                   |                 |                     |
| Alaric J. "Ric" Saltzman | Matthew Davis     | 1,2,3,4,5,6,7,8 | 99                  |
| Alaric Saltzman é um professor de história, caçador de vampiros e interesse amoroso por Jenna. Davis deixou a série no final da terceira temporada, depois que Alaric foi morto. Seu personagem voltou a ser regular após a 5ª temporada, depois que ele foi ressuscitado. Seu vampirismo é destruído por magia, transformando-o em humano novamente após ser salvo por Josette Laughlin e os dois começam a namorar. Jo fica grávida e eles planejam se casar, mas ela é assassinada por seu irmão Kai em seu casamento. A família de bruxas de Jo conseguiu transferir os bebês para Caroline, que deu à luz suas gêmeas. Caroline e Alaric se mudam para Dallas, Texas juntos e começam um relacionamento, mas terminam quando Caroline decide ficar com Stefan após seu retorno no final da temporada 7. Ele estabelece um internato com Caroline para adolescentes sobrenaturais no final da série. |                   |                 |                     |
| Jenna Sommers | Sara Canning      | 1,2,3,5,8       | 34                  |
| Jenna Sommers (vagamente baseada em Judith Maxwell dos livros) é tia de Elena e Jeremy Gilbert. Ela era a irmã de Miranda Sommers-Gilbert, mãe de seus sobrinhos. Depois que sua irmã e seu cunhado morreram em um acidente de carro, ela assumiu como guardiã legal de Elena e Jeremy e se mudou para a casa da família Gilbert. No início, Jenna teve problemas para lidar com uma figura de autoridade, tendo sido uma estudante universitária festeira, mas conforme a série avança, ela se torna melhor nisso. Ela começa a namorar o repórter Logan Fell, que a traiu no passado. No entanto, Logan foi transformado em vampiro por Anna e depois morto pelo professor de história Alaric Saltzman; Jenna foi informada de que ele havia deixado a cidade. Mais tarde, ela começa um relacionamento com Alaric. Na segunda temporada, John Gilbert começa a causar problemas entre Jenna e Alaric, e Jenna suspeita que Alaric não é completamente honesto com ela. Quando Isobel Flemming, a suposta esposa morta de Alaric, aparece na porta de Jenna, Jenna fica com raiva de Elena e Alaric - que então contam a ela tudo sobre vampiros. Jenna foi posteriormente transformada em vampira por Klaus, para ser usada no sacrifício para libertar seu lado lobisomem. Ela tenta matar Greta Martin, a bruxa de Klaus, para parar o sacrifício e salvar Elena, momento em que Klaus a mata com uma estaca. |                   |                 |                     |

## Personagens recorrentes
= Recorrente (4+ episódios)
     = Participação (1-3 episódios)
| Atores               | Personagens                 | Temporadas | Temporadas | Temporadas | Temporadas | Temporadas | Temporadas | Temporadas | Temporadas | Total |
| Atores               | Personagens                 | 1.ª        | 2.ª        | 3.ª        | 4.ª        | 5.ª        | 6.ª        | 7.ª        | 8.ª        | Total |
| -------------------- | --------------------------- | ---------- | ---------- | ---------- | ---------- | ---------- | ---------- | ---------- | ---------- | ----- |
| Marguerite MacIntyre | Elizabeth "Liz" Forbes      | 10         | 8          | 7          | 7          | 6          | 9          | -          | 3          | 50    |
| Susan Walters        | Carol Lockwood              | 5          | 13         | 10         | 5          | -          | -          | -          | -          | 33    |
| David Anders         | Johnathan "John" Gilbert II | 5          | 7          | -          | -          | 1          | -          | -          | 1          | 14    |
| Malese Jow           | Annabelle "Anna" Zhu        | 11         | 1          | 6          | -          | -          | -          | -          | -          | 18    |
| Bianca Lawson        | Emily Bennett               | 4          | 1          | -          | -          | 1          | -          | -          | -          | 6     |
| Mia Kirshner         | Isobel Flemming             | 4          | 2          | -          | -          | -          | -          | -          | -          | 6     |
| Jasmine Guy          | Sheila Bennett              | 5          | -          | 1          | 4          | 3          | -          | -          | 2          | 15    |
| Melinda Clarke       | Kelly Donovan               | 4          | -          | -          | -          | -          | -          | -          | 1          | 5     |
| Chris William Martin | Zach Salvatore              | 4          | -          | -          | -          | -          | 1          | -          | -          | 5     |
| Kelly Hu             | Pearl Zhu                   | 7          | -          | 1          | -          | -          | -          | -          | -          | 8     |
| Robert Pralgo        | Richard Lockwood            | 8          | -          | -          | -          | -          | -          | -          | -          | 8     |
| Chris J. Johnson     | Logan Fell                  | 5          | -          | -          | -          | -          | -          | -          | -          | 5     |
| Sterling Sulieman    | Harper                      | 5          | -          | -          | -          | -          | -          | -          | -          | 5     |
| Lauren Cohan         | Rose-Marie "Rose"           | -          | 5          | 1          | -          | -          | -          | -          | -          | 6     |
| Daniel Gillies       | Elijah Mikaelson            | -          | 12         | 6          | 4          | 1          | -          | -          | -          | 23    |
| Taylor Kinney        | Mason Lockwood              | -          | 8          | 2          | -          | -          | -          | -          | -          | 10    |
| Claire Holt          | Rebekah Mikaelson           | -          | -          | 17         | 19         | 2          | -          | -          | -          | 38    |
| Nathaniel Buzolic    | Kol Mikaelson               | -          | -          | 4          | 5          | 1          | -          | -          | -          | 10    |
| Persia White         | Abby Bennett Wilson         | -          | -          | 5          | 1          | -          | -          | -          | 1          | 7     |
| Torrey DeVitto       | Meredith Fell               | -          | -          | 9          | 3          | -          | -          | -          | -          | 12    |
| Alice Evans          | Esther Mikaelson            | -          | -          | 6          | -          | -          | -          | -          | -          | 6     |
| Casper Zafer         | Finn Mikaelson              | -          | -          | 4          | -          | -          | -          | -          | -          | 4     |
| Sebastian Roché      | Mikael                      | -          | -          | 5          | -          | -          | -          | -          | -          | 5     |
| Jack Coleman         | Bill Forbes                 | -          | -          | 5          | -          | -          | -          | -          | -          | 5     |
| Grace Phipps         | April Young                 | -          | -          | -          | 10         | -          | -          | -          | -          | 10    |
| David Alpay          | Atticus Shane               | -          | -          | -          | 11         | -          | -          | -          | -          | 11    |
| Phoebe Tonkin        | Hayley Marshall-Kenner      | -          | -          | -          | 8          | -          | -          | -          | -          | 8     |
| Olga Fonda           | Nadia Petrova               | -          | -          | -          | -          | 13         | -          | -          | -          | 13    |
| Penelope Mitchell    | Olivia "Liv" Parker         | -          | -          | -          | -          | 8          | 12         | -          | -          | 20    |
| Chris Brochu         | Lucas "Luke" Parker         | -          | -          | -          | -          | 7          | 7          | -          | -          | 14    |
| Rick Cosnett         | Dr. Wesley "Wes" Maxfield   | -          | -          | -          | -          | 12         | -          | -          | -          | 12    |
| Shaun Sipos          | Aaron Whitmore              | -          | -          | -          | -          | 8          | -          | -          | -          | 8     |
| Janina Gavankar      | Qetsiyah / Tessa            | -          | -          | -          | -          | 4          | -          | -          | -          | 4     |
| Chris wood           | Malachai "Kai" Parker       | -          | -          | -          | -          | -          | 16         | -          | 3          | 19    |
| Jodi Lyn O'Keefe     | Jo Laughlin                 | -          | -          | -          | -          | -          | 17         | 3          | 1          | 21    |
| Tristin Mays         | Sarah Nelson                | -          | -          | -          | -          | -          | 6          | -          | 1          | 7     |
| Annie Wersching      | Lily Salvatore              | -          | -          | -          | -          | -          | -          | 17         | -          | 17    |
| Elizabeth Blackmore  | Valerie Tulle               | -          | -          | -          | -          | -          | -          | 20         | -          | 20    |
| Scarlett Byrne       | Nora Hildegard              | -          | -          | -          | -          | -          | -          | 17         | -          | 17    |
| Teressa Liane        | Mary Louise                 | -          | -          | -          | -          | -          | -          | 16         | -          | 16    |
| Todd Lasance         | Julian                      | -          | -          | -          | -          | -          | -          | 10         | -          | 10    |
| Leslie-Anne Huff     | Rayna Cruz                  | -          | -          | -          | -          | -          | -          | 13         | -          | 13    |
| Jaiden Kaine         | Beau                        | -          | -          | -          | -          | -          | -          | 12         | -          | 12    |
| Leslie-Anne Huff     | Rayna Cruz                  | -          | -          | -          | -          | -          | -          | 13         | -          | 13    |
| Ana Nogueira         | Penny Ares                  | -          | -          | -          | -          | -          | -          | 5          | -          | 5     |
| Nathalie Kelley      | Sybil                       | -          | -          | -          | -          | -          | -          | -          | 12         | 12    |
| Kristen Gutoskie     | Seline                      | -          | -          | -          | -          | -          | -          | -          | 9          | 9     |
| Allison Scagliotti   | Georgie Dowling             | -          | -          | -          | -          | -          | -          | -          | 5          | 5     |
| Demetrius Bridges    | Dorian Williams             | -          | -          | -          | -          | -          | -          | -          | 9          | 9     |
| Wolé Parks           | Cade                        | -          | -          | -          | -          | -          | -          | -          | 8          | 8     |
| Joel Gretsch         | Peter Maxwell               | -          | -          | -          | -          | -          | -          | -          | 8          | 8     |
| Sammi Hanratty       | Violet Fell                 | -          | -          | -          | -          | -          | -          | -          | 4          | 4     |

| Malese Jow (Anna Zhu) | Jasmine Guy (Sheila Bennett) | Arielle Kebbel (Lexi) | David Anders (John Gilbert) | Mia Kirshner (Isobel Flemming) |

| Daniel Gillies (Elijah Mikaelson) | Claire Holt (Rebekah Mikaelson) | Phoebe Tonkin (Hayley Marshall) | Chris Wood (Kai Parker) | Annie Wersching (Lily Salvatore) |

### Personagens secundários com destaque
A seguir está uma lista de personagens secundários que tiveram um arco de história na série que durou seis episódios ou mais durante a série.
| Personagem | Ator/Atriz           | Espécie                        | Temporadas    | Episódios presentes |
| --- | -------------------- | ------------------------------ | ------------- | ------------------- |
| Elizabeth "Liz" Forbes | Marguerite MacIntyre | Humana                         | 1,2,3,4,5,6,8 | 50                  |
| Liz Forbes é a mãe de Caroline, nunca está com sua filha, ela é a xerife de Mystic Falls. Ela acreditava que Damon Salvatore era humano e um caçador de vampiros. Seu marido a deixou anos antes para ficar com outro homem. Algum tempo depois, ela descobre a verdade sobre a natureza dos irmãos Salvatore e sua filha Caroline e até mesmo que Tyler Lockwood é um lobisomem. Relutante sobre a nova condição de Caroline, Liz aceita a filha como ela é. Depois que Caroline é trancada em um porão por seu pai por ser uma vampira, Liz e Tyler vêm em seu socorro. Liz ajuda sua filha e suas amigas ao longo da série enquanto seu relacionamento continua a melhorar e ela se torna amiga mais próxima de Damon, antes que seja revelado que ela está morrendo de câncer na sexta temporada. Liz é vista no final da série cuidando de Caroline. |                      |                                |               |                     |
| Richard Lockwood | Robert Pralgo        | Humano                         | 1             | 8                   |
| Richard Lockwood é o pai de Tyler Lockwood, o prefeito de Mystic Falls e o chefe do Conselho dos Fundadores. Ele tinha um relacionamento ruim com seu filho e age com muita autoridade para com ele. Parece que ele pensa em Tyler como uma decepção e quando Tyler briga com Matt Donovan em uma festa, Richard diz a ele para nunca envergonhar sua família novamente. Embora ele pareça gentil e amigável com o mundo exterior, ele é na verdade bastante egoísta. No final da primeira temporada, durante o Dia dos Fundadores, ele ajuda John Gilbert a executar seu plano para matar os vampiros da tumba. No entanto, o tiro sai pela culatra quando ele é afetado pelo dispositivo que neutraliza os vampiros, por carregar o gene do lobisomem. Os policiais acreditam que ele seja um vampiro e o trancam no porão, onde ele foi morto por um dos vampiros da tumba. |                      |                                |               |                     |
| Carol Lockwood | Susan Walters        | Humana                         | 1, 2, 3, 4    | 33                  |
| Carol Lockwood é a esposa (e mais tarde viúva) do prefeito Richard Lockwood e a mãe de Tyler Lockwood. Ela é um membro do Conselho dos Fundadores e sabe da existência de vampiros, mas não da existência de lobisomens. Ela age como uma má influência para seu filho Tyler, com muito de seu comportamento negativo emergindo como resultado direto de seu comportamento esnobe e explosões emocionais. No final da primeira temporada ela mostra, pela primeira vez, que se importa com Richard. Depois de libertar Liz, eles tentam em vão salvar Richard do porão em chamas. Na terceira temporada, ela descobre que Caroline Forbes é vampira e a captura para que o pai dela, Bill Forbes, possa "consertá-la". Ela testa Tyler com verbena também, mas ao descobrir que ele não é vampiro e ser confrontada pelo que fez com Caroline, Carol fica arrependida. Ela morre nas mãos de Klaus no nono episódio da quarta temporada. |                      |                                |               |                     |
| Sheila Bennett | Jasmine Guy          | Bruxa                          | 1, 3, 4, 5, 8 | 15                  |
| Sheila Bennett é a avó de Bonnie Bennett e uma bruxa muito poderosa. Ela morreu depois de usar demais sua magia para selar os vampiros da tumba. Ela geralmente aparece para Bonnie (como um espírito) para ajudar a guiá-la sempre que ela usa magia demais ou está tendo problemas com seus poderes. Sheila continua aparecendo ao longo da série, garantindo a sobrevivência de Bonnie (e indiretamente de Damon). Ela faz uma aparição no final da série para ajudar Bonnie a salvar Mystic Falls com o resto das bruxas Bennett. |                      |                                |               |                     |
| Lexi Branson | Arielle Kebbel       | Vampira                        | 1, 3, 4, 5, 8 | 9                   |
| Alexia "Lexi" Branson é uma vampira e a melhor amiga e companheira de Stefan. Ela conhecia Stefan e seu irmão Damon por mais de um século. Damon a matou para fazer o conselho da cidade pensar que ela era a vampira que aterrorizava Mystic Falls. Lexi voltou como um fantasma para ajudar a salvar Stefan. Mais tarde, ela sufocou Damon por matá-la, mas o deixou ir. Ela e Stefan ficaram juntos a maior parte do tempo bebendo e depois se separando em bons termos. Através de flashbacks quando Damon estava matando pessoas em Nova York como "Filho de Sam", Stefan enviou Lexi para ajudar Damon. Por cerca de 6 meses eles ficaram juntos enquanto Lexi perguntava a Damon sobre Katherine, tentando ajudá-lo a se lembrar do amor. Uma noite, Damon afirmou que não amava Katherine e que se apaixonou por Lexi, e eles tiveram uma noite de sexo selvagem; na manhã seguinte, ele a trancou em um telhado com o sol nascendo como punição por sua espionagem. Ela voltou para uma cena no final da série, onde Stefan a abraça. |                      |                                |               |                     |
| Anna | Malese Jow           | Vampira                        | 1, 2, 3       | 18                  |
| Annabelle "Anna" era uma vampira que veio para Mystic Falls para libertar sua mãe da tumba. Ela estava em Mystic Falls em 1864 quando sua mãe, Pearl, foi capturada e colocada na tumba. Anna transformou Noah e Ben McKittrick em vampiros para fazê-los ajudá-la a salvar sua mãe, transformou Logan Fell para obter os diários de Honoria Fell e fez amizade com Jeremy Gilbert para obter o diário de seu ancestral. Anna depois sequestra Elena e Bonnie para fazer Bonnie abrir a tumba, mas elas são salvas por Stefan, que mata Ben no processo. Depois que Bonnie abre a tumba para Damon libertar Katherine, Anna consegue libertar sua mãe e trazê-la de volta à vida. Anna mais tarde revela a Damon que ela sabia que Katherine não estava na tumba, mas precisava que ele acreditasse para libertar sua mãe. Anna desenvolveu sentimentos românticos por Jeremy, que suspeita que ela não é humana e testa isso, forçando-a a beber seu sangue. Anna confronta Jeremy sobre isso, e recusa seus pedidos para transformá-lo em um vampiro. Anna é morta no Dia dos Fundadores após um plano igual o de 1864 para erradicar sua espécie. Quando John Gilbert vê Anna deitada no prédio com os outros vampiros, ele a estaca; seu corpo é queimado com os outros. |                      |                                |               |                     |
| Pearl | Kelly Hu             | Vampira                        | 1             | 8                   |
| Pearl é melhor amiga de Katherine, a mãe de Anna, foi trancada dentro do túmulo como os outros vampiros que estavam anteriormente em Mystic Falls. Quando Annabelle a tira do túmulo, dando-lhe o sangue de Elena, ela reúne os outros vampiros para retomar sua cidade. Ela é assassinada mais tarde por John Gilbert. |                      |                                |               |                     |
| Isobel Flemming | Mia Kirshner         | Vampira                        | 1, 2          | 6                   |
| Isobel Flemming é a mãe biológica de Elena e descendente de Katherine Pierce. Quando Isobel era adolescente, ela teve um relacionamento com John Gilbert, de quem mais tarde teve um bebê, Elena. Quando Isobel estava grávida, John a levou para seu irmão, Grayson Gilbert, que a ajudou durante o trabalho de parto. Após o nascimento de Elena, uma Isobel de coração partido deu sua filha para Grayson e sua esposa Miranda Gilbert. Isobel frequentou a Duke University, onde estudou seres sobrenaturais. Mais tarde, ela conheceu e se casou com Alaric Saltzman. No entanto, Isobel ficou obcecada por vampiros e depois de se envolver romanticamente com ele, ela pediu a Damon para transformá-la. Ela foi dada como morta pela polícia e Alaric pensou que ela foi morta por Damon depois de vê-los juntos. Tempos depois, ela aparece como vampira e pede a Elena para se juntar a ela em um lugar seguro de Klaus, mas Elena se recusa. Isobel mais tarde diz a Katherine que ela fez um acordo com Klaus pela liberdade de Katherine, mas ela tem que dar a Klaus a doppelgänger de Petrova, Elena. É revelado que Klaus compeliu Isobel a elaborar um plano para capturar Katherine e recuperar a selenita, razão pela qual ela voltou. Isobel diz a Elena que, como humana, ela sonhava em conhecer sua filha, mas em vez disso Elena só conheceu a parte dela que trairia sua própria carne e sangue. Ela então recebe uma mensagem de Maddox para libertar Elena e se matar tirando seu colar, expondo-se à luz do sol e morrendo queimada. |                      |                                |               |                     |
| John Gilbert | David Anders         | Humano                         | 1, 2, 5, 8    | 14                  |
| Johnathan "John" Gilbert II é o irmão mais novo de Grayson Gilbert, pai biológico de Elena e tio de Jeremy. Em sua juventude, Grayson o ensinou sobre os vampiros através dos diários de seu ancestral, Johnathan Gilbert. Eles herdaram um anel cada, o que os impediu de serem mortos por forças sobrenaturais. John tinha uma queda por Isobel Flemming-Saltzman e a mandou para Damon quando ela queria se tornar uma vampira. Após sua transformação, Isobel encontrou John e eles formaram uma parceria para obter uma invenção misteriosa criada por Jonathan Gilbert. John chegou a Mystic Falls para o Dia dos Fundadores e foi mostrado como membro do Conselho dos Fundadores. No entanto, ele sabia que Damon era um vampiro, que havia uma tumba sob Fell's Church, e ele sabia sobre Katherine. Ele tentou intimidar Damon para ajudá-lo a encontrar a invenção. Quando Isobel retorna à cidade, John obtém a invenção, e é revelado que Isobel e John estavam trabalhando para Katherine e planejando matar os vampiros da tumba. Extraoficialmente, seu objetivo era matar os irmãos Salvatore e salvar Elena do sofrimento em uma vida cheia de vampiros. Quando Ktherine retorna para cidade, ela deixa John ferido em os dedos da mão, e na segunda temporada, John foi levado às pressas para o hospital e foi confrontado por Stefan e Elena sobre o ataque de Katherine a ele. Stefan então diz a John que Elena não o quer lá e Stefan ameaça transformar John em um vampiro se ele não for embora. John faz as malas e dá seu anel para Jeremy, embora não tenha ficado claro se ele realmente deixou Mystic Falls. |                      |                                |               |                     |
| Mason Lockwood | Taylor Kinney        | Lobisomem                      | 2, 3          | 10                  |
| Mason Lockwood é o irmão mais novo de Richard Lockwood e tio de Tyler. Mason se descreve como o tio legal de Tyler. Mason é atlético e possui um charme descontraído. Há rumores de que ele e Katherine têm um passado. Mason se transforma em um lobisomem na noite de lua cheia. Ele tentou se trancar em seu veículo, mas ao ver Stefan, ele explodiu e correu para a floresta. Após a transformação de Mason em um lobisomem, ele é visto atacando Caroline na floresta. Tyler intervém e o impede da provável morte de Caroline. Ele é morto por Damon Salvatore depois que ele revela que se ele não o matar, então Katherine o fará. Na terceira temporada, ele retorna como um fantasma. |                      |                                |               |                     |
| Rosemarie "Rose" | Lauren Cohan         | Vampira                        | 2, 3          | 6                   |
| Rose é uma vampira de 500 anos, que está sendo caçada pelos vampiros originais depois que seu amigo, Trevor, deu a pedra da lua a Katerina Petrova. Ela e Trevor sequestram Elena para pedir o pagamento de sua dívida. Elijah mata Trevor, mas deixa Rose viva. Depois que Elijah é "morto" por Damon, ela volta para casa para avisar Stefan que Klaus está vindo atrás de Elena. Rose e Damon vão para Richmond, Virginia, para encontrar Slater, outro vampiro que pode ajudá-los a encontrar Klaus. É descoberto que foi ela quem converteu Katherine. Um lobisomem o mordeu, causando-lhe uma doença séria que o levou à morte, porque de acordo com a lenda, mordidas de lobisomem são mortais para os vampiros. Ela foi morta por Damon que a empalou enquanto ela dormia pacificamente, para salvá-la do sofrimento. |                      |                                |               |                     |
| Elijah Mikaelson | Daniel Gillies       | Vampiro                        | 2, 3, 4, 5    | 24                  |
| Elijah Mikaelson é um dos vampiros originais e irmão de Klaus. No século XV ele se apaixonou por Katerina Petrova que roubou a pedra da lua para não ser sacrificada por Klaus, para que ele não se tornasse híbrido usando seu sangue de duplicata. Katerina se tornou vampira e mudou o nome para Katherine Pierce e Elijah passou os 500 anos atrás dela com o irmão. Quando ele soube da existência de Elena, ele confessa a Elena que é irmão de Klaus, a quem pretende matar durante o sacrifício da lua cheia, em vingança por Klaus ter matado toda sua família e jogado ao mar, mas, mais tarde, Klaus o faz acreditar que não os jogou no mar e que seus corpos estão seguros e que, se ele o matar, nunca lhe dirá onde os tem. Na quarta temporada é revelado que ele teve um relacionamento com Katherine, que termina quando ele viaja para New Orleans para ajudar Klaus. |                      |                                |               |                     |
| Rebekah Mikaelson | Claire Holt          | Vampira                        | 3, 4, 5       | 37                  |
| Rebekah Mikaelson é a irmã de Klaus e Elijah. Ela é uma bela vampira original que se apaixonou por Stefan na década de 20 em Chicago, mas Klaus lhe apunhalou com uma adaga para que ela entrasse em sono profundo, para não seguir uma vida feliz. Klaus é forçado a "reanimá-la" removendo a adaga de seu peito, para que ela possa contatar a bruxa original e descobrir por que ele não conseguiu criar híbridos. Ela se torna fiel a Klaus, até descobrir que foi ele quem matou sua mãe, então ela ajuda Damon e Elena com seu plano de trazê-lo de volta para Mystic Falls; Elena não confia em Rebekah e a apunha-la novamente com a adaga para ela dormir, Mais tarde, Elijah tira a adaga e quer ela para se vingar de Klaus, além disso, ela busca vingança contra Elena. Na quarta temporada, é revelado que ela estava apaixonada por Alexander, um caçador de vampiros e sabia a localização de uma espada que a levou ao local da cura. Tempos depois, Rebekah viaja para New Orleans. |                      |                                |               |                     |
| Kol Mikaelson | Nathaniel Buzolic    | Vampiro                        | 3, 4, 5       | 10                  |
| Kol Mikaelson é um dos irmãos de Klaus. Por vários séculos, ele ficou adormecido em seu caixão com uma adaga no peito, mas quando Damon e Elijah o despertam, ele pretende se vingar de Klaus. Ele tem sede de vingança contra Klaus e, junto com seus irmãos, planejam ir embora e deixá-lo para trás; no entanto, a chegada da mãe os deixa surpresos. Mais tarde, ele faz as pazes com Klaus e é enviado por ele para Denver para cuidar de Jeremy, tornando-se amigo dele, sem revelar que ele é um vampiro. Ele retorna para Mystic Falls quando Rebekah é libertada por April, ajudando-a a aprender mais sobre a cura, mas quando o professor Shane revela que ela está enterrada com Silas, ele se recusa a pegá-la, fazendo tudo que pode para impedir o treinamento de Jeremy. Quando Elena descobre o perigo que ele representa, ela desenvolve um plano para matá-lo. Ele é convidado a ir para a casa dos Gilbert onde ataca Jeremy, mas Jeremy finalmente o mata. |                      |                                |               |                     |
| Abby Bennett Wilson | Persia White         | Bruxa e posteriormente Vampira | 3, 4, 8       | 7                   |
| Abby é a mãe de Bonnie. Ele deixou sua filha depois, por causa de lançar um feitiço contra um poderoso vampiro (Mikael) que veio procurar Elena quando ela era uma criança, ela perdeu seus poderes. Aparentemente, Abby é a única que pode ajudar Bonnie a abrir o caixão misterioso de Klaus. No ritual para ajudar Esther a matar Klaus e seus filhos, Damon a mata transformando-a em uma vampira. Como não resiste à rejeição das pessoas que ama e como não sente mais a energia da natureza como antes, decide ir embora. Ele retorna para ajudar Bonnie com o feitiço que ela lançou em Mikael para lançar em Klaus. |                      |                                |               |                     |
| Meredith Fell | Torrey DeVitto       | Humana                         | 4, 5          | 12                  |
| A Dra. Meredith Fell (baseada em Meredith Sulez dos romances) é uma médica local e membro do Conselho dos Fundadores. Ela usa sangue de vampiro para curar pessoas e começa a namorar Alaric. Quando uma série de assassinatos suspeitos ocorre em Mystic Falls, Elena Gilbert e Alaric Saltzman começam a suspeitar que Meredith é o assassino por causa de evidências circunstanciais. Na realidade, ela sabe que Alaric está inconscientemente matando pessoas por causa de seu anel e quer ajudá-lo. Depois que Alaric Saltzman é morto no final da terceira temporada, Meredith Fell é largamente descartada da série, aparecendo em apenas um episódio da quarta temporada, onde ela ajuda a lidar com a recente morte de Jeremy Gilbert. No início da sexta temporada, uma vez que Alaric Saltzman foi ressuscitado, ele disse a Jo Parker que Meredith é casada e mora em algum lugar no Alasca. |                      |                                |               |                     |
| April Young | Grace Phipps         | Humana                         | 4             | 10                  |
| April Young é uma garota do passado de Elena e Jeremy; Elena costumava cuidar dela. Ela retorna a Mystic Falls para o serviço memorial de seu pai. Ela é abertamente legal e faz amizade com quase todo mundo. April se torna a primeira amiga de verdade de Rebekah. Ela não sabia da existência de criaturas sobrenaturais em Mystic Falls e estava visivelmente assustada por Connor Jordan, que a atacou duas vezes durante suas caçadas aos vampiros. Quando Rebekah desaparece, April a encontra e a liberta removendo a adaga. Ela aprende sobre a existência de vampiros em Mystic Falls com Rebekah e a ajuda a obter informações de Elena, Stefan e Caroline sobre a cura para o vampirismo. |                      |                                |               |                     |
| Hayley Marshall | Phoebe Tonkin        | Mulher lobo                    | 4             | 8                   |
| Hayler Marshall é amiga de Tyler desde a época em que ele se isolou nas montanhas para quebrar seu vínculo com Klaus. Ele chega em Mystic Falls graças a um comentário de um dos híbridos de Klaus. Mais tarde, é revelado que ela e o professor Shane são aliados. Ele foge após confessar a Tyler que o usou para chegar até Klaus. Ela retorna para Mystic Falls seguindo pistas sobre sua família e passa a noite com Klaus, que revela que ele pode ter conhecido sua família, pois reconhece a marca de nascença em suas costas. Mais tarde, em Nova Orleans, é revelado que ele espera uma filha de Klaus. |                      |                                |               |                     |
| Atticus Shane | David Alpay          | Humano                         | 5             | 11                  |
| Shane é um professor interessado no sobrenatural. Enviou Connor para Mystic Falls sabendo que ele poderia encontrar vampiros lá. Ele se oferece para ajudar Bonnie a recuperar seus poderes, ensinando-lhe um novo método para fazê-lo. É revelado que ele está aliado a Hayley para libertar Silas, ele manipula Bonnie para que ela seja a encarregada de realizar o feitiço de libertação e revela a Damon que a cura para o vampirismo permanece com Silas, guiando o grupo para um Ilha no norte, onde ele revela que o verdadeiro motivo pelo qual deseja libertar Silas é para reconquistar sua esposa Caitlin e seu filho dos mortos. Ele é ferido durante o colapso da caverna causado pelo feitiço que Bonnie lança, mais tarde Stefan o encontra e pede sua ajuda, porém ele o deixa na caverna. Rebekah tropeça em seu corpo quando começa a fugir da ilha e ele sussurra o nome de Silas para ela, mais tarde, quando ela retorna ao continente, ele confirma para Damon que Shane está morto. |                      |                                |               |                     |
| Olivia "Liv" Parker | Penelope Mitchell    | Bruxa                          | 5, 6          | 20                  |
| Liv Parker é uma bruxa que não tem experiência com magia e está aprendendo a controlar seu poder com a ajuda de Bonnie, que também está ensinando alguns feitiços a ela. Mais tarde é revelado que Liv é realmente uma bruxa talentosa e que ela está ciente da condição de Bonnie como a âncora para o Outro Lado. Ela faz parte do coven Gemini na sexta temporada, ela começa a namorar Tyler e morre no final da temporada com seu coven por causa de seu irmão Kai. |                      |                                |               |                     |
| Luke Parker | Chris Brochu         | Bruxo                          | 5, 6          | 14                  |
| Luke Parker é um garoto gay que conheceu Elena possuída por Katherine na festa dos corações partidos e encontra a verdadeira Elena quando ela está presa na faculdade delirando sobre o vírus estripador. Elena o obriga a ir e encontrar Bonnie e Liv para que ela possa se libertar. Mais tarde, é revelado que ele fingiu estar sob a influência de Elena e que Liv é sua irmã e ambos estão cientes da condição de Bonnie como uma âncora para o Outro Lado. Na sexta temporada, Ele começou a fornecer ervas para Elena para que ela pudesse ter alucinações em conversas com Damon. Luke explicou ao grupo sobre o passado sombrio de sua família e como ele teria que se fundir com sua irmã gêmea, Liv. Ele completou a cerimônia de fusão com Kai através de uma brecha porque ele não queria matar Liv, nem queria que Kai fizesse o mesmo com Jo e assumisse a liderança de seu clã. Ele entrou na cerimônia acreditando que poderia vencer, mas acabou perdendo a cerimônia de fusão e sua essência de vida foi absorvida por Kai, junto com sua habilidade de possuir magia (algo com que Kai não nasceu). Um efeito colateral não intencional da fusão foi Kai absorvendo os traços de personalidade de Luke, como sua compaixão e empatia, que temperaram sua própria personalidade sociopata. |                      |                                |               |                     |
| Malachai "Kai" Parker | Chris Wood           | Bruxo-Vampiro                  | 6, 8          | 20                  |
| Kai Parker é o gêmeo de Jo, irmão dos gêmeos Liv e Luke, ele nasceu sem magia, apenas com a capacidade de tirá-la temporariamente dos outros. Quando ele comete o assassinato de seus irmãos, exceto Luke, Olivia e Jo, sua convenção o tranca em um mundo prisão onde ele tem que viver todos os dias em 10 de maio de 1994, que é onde Damon e Bonnie chegam graças a avó de Bonnie na sexta temporada. Ele é muito poderoso, e quando consegue enganar Damon e Bonnie, ele foge para o mundo real e está solto em Mistic Falls atormentando a todos. Ele tem que se fundir com Jo para se tornar o líder da convenção Gemini, mas isso traria a morte para um dos dois, já que o gêmeo mais fraco morre. Ele completou a cerimônia de fusão com Luke através de uma brecha porque Luke não queria matar Liv, nem queria que Kai fizesse o mesmo com Jo e assumisse a liderança de seu clã. Luke acaba morrendo e Kai absorveu os traços de personalidade de Luke, como sua compaixão e empatia, que temperaram sua própria personalidade sociopata. Kai se interessou romanticamente única e exclusivamente por Bonnie, garota da qual ele paquerava e jogava seu charme, Kai em toda sua vida pareceu se importar somente com Bonnie, já que se desculpou e pediu uma chance pra reparar seus erros com ela várias vezes, no entanto, Bonnie não o perdoou. Ele se tornou um bruxo-vampiro híbrido e um dos hereges. Damon matou Kai após ele ter matado sua irmã Jo, sua convenção na noite do casamento de Jo e por ter deixado Bonnie numa situação de quase-morte. Na 8ª temporada, ele escapa do Inferno, mata Damon sugando a magia do seu vampirismo, machuca seriamente a mão do recém-humano Stefan, sequestra o caixão de Elena, ataca Caroline, e tenta matar as suas próprias sobrinhas com um machado grande e afiado, no entanto, ele é acorrentado e preso por muitos anos em um mundo prisão feito por Bonnie. |                      |                                |               |                     |
| Lily Salvatore | Annie Wersching      | Vampira                        | 6, 7          | 17                  |
| Lillian "Lily" Salvatore é a mãe de Stefan e Damon Salvatore e viúva do falecido Giuseppe Salvatore. Foi sugerido que ela era mais gentil do que seu marido, Giuseppe. Quando Lily estava muito doente com tuberculose, ela foi mandada embora por Giuseppe. Uma enfermeira desconhecida (que se presumia ter sido uma vampira) a alimentou com seu sangue de vampiro enquanto ela estava na enfermaria de tuberculose em 1858. Lily morreu de tuberculose, provocando sua transformação em vampira. Percebendo isso, Lily fingiu sua morte e abandonou sua família, protegendo-os da ameaça que ela representava. Quando ela fugiu para a Europa, ela sucumbiu à sede de sangue e se tornou uma vampira Estripadora, massacrando vítimas por sangue das formas mais horríveis. Lily se mudou de cidade em cidade, matando muitas pessoas, até que ela foi encontrada pelo coven Gemini em Manhattan. Como punição por matar tantas pessoas, eles a prenderam em um mundo de prisão em 31 de outubro de 1903, onde ela ficou presa por mais de um século. |                      |                                |               |                     |
| Valerie Tulle | Elizabeth Blackmore  | Bruxa-vampira                  | 7             | 20                  |
| Valerie é uma bruxa-vampira híbrida e membro dos hereges. Ela teve um breve romance com Stefan em 1863, quando era humana. Valerie se abriga na casa de Stefan depois de ser rejeitada e quase morta por sua própria família. Valerie mais tarde ajuda Alaric a encontrar suas filhas gêmeas ainda não nascidas, que foram enfeitiçadas no útero de Caroline. Valerie e Stefan descobrem uma Caroline ressecada e percebem que o talismã não funcionou. Valerie reúne os hereges restantes e juntos eles realizam um feitiço para atrair os bebês ao nascimento. Enquanto outros são forçados a partir, Valerie fica para trás, e Bonnie chega para contar a ela sobre a morte de Beau. Bonnie e Valerie então executam um feitiço e os bebês nascem. |                      |                                |               |                     |
| Sybil | Nathalie Kelley      | Sereia                         | 8             | 12                  |
| Sybil é uma sereia e serva de Arcadius, mais conhecido como o Diabo. Originalmente, ela era uma garota inocente que foi banida de sua aldeia por causa de suas habilidades psíquicas, e lançada no oceano apenas para ir parar em uma ilha deserta. Lá ela conheceu e se conectou com outra jovem psíquica chamada Seline. Enganada a participar do canibalismo por Seline para evitar a fome, Sybil se jogou de um penhasco assim que descobriu a verdade e foi forçosamente transformada em uma sereia contra sua vontade por Arcadius e a mando de Seline. Concedida a imortalidade, beleza e juventude em troca de seus serviços, Sybil deve festejar na carne dos ímpios para se manter bonita e entregar a Arcadius as almas dos condenados. |                      |                                |               |                     |
| Seline | Kristen Gutoskie     | Sereia                         | 8             | 9                   |
| Seline é a outra sereia e serva do Diabo. Banida para uma ilha para morrer por causa de suas habilidades psíquicas, Seline escolheu se tornar uma canibal para evitar a fome e enganou sua "irmã por escolha" Sybil para se tornar uma canibal também. Depois que Sybil tentou tirar a própria vida ao descobrir a verdade, Arcadius apareceu diante deles e ofereceu ajuda em troca de sua servidão. Seline aceitou em nome de ambos e fechou um acordo com Cade. Enquanto eles continuassem a servir Arcadius, ele iria conceder-lhes imortalidade, beleza e juventude. Eles se banqueteariam com a carne para mantê-los bonitos e ele coletaria as almas do Inferno perverso. |                      |                                |               |                     |

### Personagens secundários menores
A seguir está uma lista de personagens secundários que tiveram um arco de história na série que durou cinco episódios ou menos. Eles estão listados na ordem em que apareceram pela primeira vez no programa.

#### Primeira temporada
- Zach Salvatore, interpretado por Chris William Martin, é o tatarasobrinho de Damon e Stefan, nos primeiros cinco episódios da série antes de ser morto por Damon depois que Zach o trancou em um porão.[16]
- Logan Fell, retratado por Chris J. Johnson na primeira temporada, é um repórter que tem um breve relacionamento romântico com Jenna, mas é morto mais tarde por Damon. Ele retorna como um vampiro, tendo sido alimentado com sangue por Anna, mas acaba sendo morto por Alaric.
- Harper, interpretado por Sterling Sulieman na primeira temporada, é um vampiro de bom coração que escapa da tumba quando ela é aberta, mas é morto por John Gilbert.
- Kelly Donovan, interpretada por Melinda Clarke na primeira temporada, é a mãe de Matt e Vicki Donovan, que retorna a Mystic Falls e descobre que sua filha morreu. Depois de uma longa ausência da série, Kelly faz um breve retorno na oitava temporada. Ela afirma ter morrido 2 anos antes de seu aparecimento e foi enviada para o inferno; quando Matt tocou o sino de Maxwell no início da oitava temporada, ele abriu uma porta para o inferno e Katherine ajudou ela e Vicki (filha de Kelly e irmã de Matt) a escapar em troca de ajuda posterior na destruição de Mystic Falls. Ela quase mata o pai de Matt.

#### Segunda temporada
- Luka Martin, interpretado por Bryton James na segunda temporada foi originalmente interpretado por Brittney Dennis, é um bruxo que faz amizade com Bonnie, mas é descoberto mais tarde que ele e seu pai trabalham para Elijah. Ele é queimado até a morte pelo lança-chamas de Damon quando ele tenta salvar Elijah de forma invisível.
- Jonas Martin, interpretado por Randy J. Goodwin na segunda temporada, é o pai de Luka. Ele é um bruxo e é apresentado como um amigo de Elijah que pode ajudar a derrotar Klaus para salvar sua filha.[17] Mais tarde, ele é morto por Stefan.[18]
- Jules, interpretado por Michaela McManus na segunda temporada, é uma mulher lobo que vem à cidade em busca de respostas sobre a morte de Mason.[19] Ela ajuda Tyler a lidar com o fato de ser um lobisomem, mas mais tarde é morta durante o sacrifício.
- Andie Star, interpretado por Dawn Olivieri na segunda temporada e no primeiro episódio da terceira temporada, é um interesse amoroso para Damon. Ele a usa primeiro para alimentação e sexo, mas depois passa a gostar dela. Ela é morta por Stefan quando ele quer provar a Damon que não vale a pena salvá-lo.
- Maddox, interpretado por Gino Anthony Pesi no final da segunda temporada, é um bruxo que trabalha para Klaus. Ele é baleado por Matt nas costas e morto por Damon.
- Dana, interpretada por Anna Enger, é uma estudante da Mystic Falls High School que foi compelida por Klaus (no corpo de Alaric) na dança da década para dizer a Elena para guardar a última dança para ele. Ela faz sua segunda e última aparição no programa na terceira temporada, quando Elena e todos os seus colegas estão na noite da pegadinha e Klaus obriga Stefan a matar Dana e um aluno chamado Chad.

#### Quarta temporada
- Connor Jordan, interpretado por Todd Williams na quarta temporada, é um caçador de vampiros e um de "Os Cinco", um grupo de caçadores de vampiros sobrenaturais. Ele chega a Mystic Falls para matar todos os vampiros de lá, mas é morto por Elena. Mais tarde, ele retorna como um fantasma tentando curar e matar Silas, mas é interrompido pelo fantasma de Alaric.
- Rudy Hopkins, interpretado por Rick Worthy na quarta temporada, é o pai de Bonnie e o novo prefeito da cidade. Ele é morto por Silas na estreia da quinta temporada.
- Galen Vaughn, interpretado por Charlie Bewley na quarta temporada, é um caçador de vampiros e um de "Os Cinco". Ele ataca o grupo na ilha para impedir o despertar de Silas, mas fica preso em um poço e morre de fome. Mais tarde, ele retorna como um fantasma tentando curar e matar Silas, mas é interrompido pelo fantasma de Alaric.

#### Quinta temporada
- Jesse, interpretado por Kendrick Sampson na quinta temporada, é um estudante do Whitmore College que gosta de Caroline. Ele é transformado em um vampiro que se alimenta de outros vampiros pelo Professor Maxfield, mas é morto por Elena quando ele ataca Damon.
- Aaron Whitmore, interpretado por Shaun Sipos na quinta temporada, é um estudante do Whitmore College. O professor Maxfield se tornou seu tutor legal depois que Damon matou sua família. Ele é morto por Damon depois que Katherine (no corpo de Elena) termina com ele.
- Markos, retratado por Raffi Barsoumian na quinta temporada, é o líder dos Viajantes, que voltou dos mortos. Ele quer quebrar a maldição que as bruxas colocaram nos Viajantes usando o sangue de Elena e Stefan. Damon e Elena eventualmente matam ele e todos os viajantes restantes.

#### Sexta temporada
- Tripp Cooke, interpretado por Colin Ferguson na sexta temporada, é um caçador de vampiros e descendente da família Fell.
- Ivy, retratada por Emily C. Chang na sexta temporada, é apresentada pela primeira vez como a namorada humana de Stefan, que mais tarde é transformada em vampira após a visita de Enzo e Caroline. Ela é morta por Tripp que levou ela e outros vampiros através da fronteira de Mystic Falls através do feitiço do Viajante.
- Monique, interpretada por Gabrielle Walsh na sexta temporada, chegou a Mystic Falls "em busca de um parente" e se apresentou como Sarah Salvatore. Mais tarde, ela é morta por Enzo.
- Liam Davis, interpretado por Marco James Marquez, é um estudante de medicina no Whitmore College com quem Elena namora brevemente.
- Malcolm, interpretado por Kent Wagner na sexta temporada e por Justice Leak na sétima temporada, é descrito como o herege favorito de Lily.
- Oscar Addams, interpretado por Wing Liu na sexta temporada e por Tim Kang na sétima temporada, é um herege. Libertado do mundo da prisão de 1903 por Kai, Oscar e cinco outros hereges são ocultados (também por Kai). Na sétima temporada, Lily o envia em uma missão para recuperar o corpo de seu único amor verdadeiro. Mais tarde, é revelado que ele foi enviado por Lily para verificar Damon durante seu tempo na guerra. Ele é descrito como o herege divertido ou bem-humorado.

#### Sétima temporada
- Elizabeth "Lizzie" Saltzman, interpretada por Tierney Mumford, é um sifão, irmã gêmea de Josie e filha de Alaric Saltzman e Josette Laughlin.
- Josette "Josie" Saltzman, interpretada por Lily Rose Mumford, é um sifão, irmã gêmea de Lizzie e filha de Alaric Saltzman e Josette Laughlin.
- Alexandria "Alex" St. John, retratada por Mouzam Makkar, é uma prima distante de Enzo e ex-líder do Arsenal. Ela está procurando por uma bruxa Bennett (particularmente Bonnie) para desfazer um feitiço que deixou sua irmã, Yvette, presa no cofre do Arsenal.